# Малышева, Клара Николаевна
Кла́ра Никола́евна Ма́лышева (бел. Клара Мікалаеўна Малышава; 31 декабря 1935, Память Парижской Коммуны — 26 марта 2025, Минск) — советская артистка балета и белорусский педагог, солистка балета Большого театра Белорусской ССР (1965—1977); Народная артистка Белорусской ССР (1971), Заслуженная артистка РСФСР (1964).

## Биография
В 1955 году окончила Пермское хореографическое училище (педагог Е. Н. Гейденрейх).
В 1955—1957 годах танцевала в Горьковском театре оперы и балета.
В 1957—1964 годах была солисткой балета Челябинского театра оперы и балета. Исполнила более 20 партий.
В 1965—1977 годах — ведущая солистка балетной труппы Большого театра оперы и балета Белорусской ССР.
С 1977 по 1992 год — педагог классического танца и художественный руководитель  Минского хореографического училища.
В 1983—2005 годы вела мастер-классы в Японии.
Скончалась 26 марта 2025 года на 90-м году в Минске.

### Семья
Бывший муж — Отар Дадишкилиани (род. 1923), балетмейстер.
Дети:
- Нателла — балерина, заслуженная артистка Республики Беларусь, преподаёт в балетной школе в Омане,
- Денис — артист балета (Большой театр, Музыкальный театр).

## Творчество
Обладала высокой техникой, экспрессивной и энергичной манерой танца, репертуаром широкого диапазона — от классических до гротесковых партий.

### Балетные партии
- Маша («Щелкунчик» П. И. Чайковского)
- Аврора («Спящая красавица» П. И. Чайковского)
- Китри («Дон Кихот» Л. Минкуса)
- Джульетта («Ромео и Джульетта» С. С. Прокофьева)
- Жизель («Жизель» А. Адана)
- Нина («Маскарад» Л. А. Лапутина)
- Никия («Баядерка» Л. Минкуса)
- Золушка («Золушка» С. С. Прокофьева)
- Эсмеральда («Эсмеральда» Ц. Пуни)
- Генриетта («Большой вальс» И. Штрауса)
- Катюша («Последний бал» Ю. С. Бирюкова)
- Вакханка («Вальпургиева ночь» Ш. Гуно)
- Катерина («Каменный цветок» С. С. Прокофьева)
- Эгина; Фригия («Спартак» А. И. Хачатуряна)
- Девушка («После бала» Г. М. Вагнера)
- Джулия («Альпийская баллада» Е. А. Глебова)
- Невзира («Избранница» Е. А. Глебова)
- Доврская дева («Пер Гюнт» на музыку Э. Грига)

## Награды и звания
- 1964 — Заслуженная артистка РСФСР
- 1971 — Народная артистка Белорусской ССР
- 2018 — орден Восходящего солнца с золотыми и серебряными лучами (Япония)[2][3][7][8].